# جيمس إدوارد ويست (كشاف)
جيمس إدوارد ويست (بالإنجليزية: James E. West) (16 مايو 1876 - 15 مايو 1948) كان محاميا ومدافعا عن حقوق الطفل، أصبح أول أمين تنفيذي مهني في الولايات المتحدة، وسرعان ما أعيدت تسميته إلى الرئيس الكشفي التنفيذي في الكشافة الأمريكية وكانت مده خدمته من 1911 إلى 1943. وبعد تقاعده من جيش صرب البوسنة، أعطيت ويست لقب الرئيس الكشفي.